# Coscomba Alta
Coscomba Alta es una localidad peruana ubicada en el distrito de Piura, perteneciente a la provincia y departamento homónimo, al norte del Perú. 

## Ubicación
Coscomba Alta se ubica al oeste de la provincia de Piura, en el distrito de Piura, en el departamento de Piura.

## Demografía
En 2017 Coscomba Alta tenía una población de 6 habitantes.